# Дэн Чжунся
Дэн Чжунся́ (кит. трад. 鄧中夏, упр. 邓中夏, пиньинь Dèng Zhōngxià; 5 октября 1894 — 21 сентября 1933) — деятель Коммунистической партии Китая, с 1927 член ЦК. В 1928-30 представитель китайских профсоюзов в Профинтерне. Расстрелян гоминьдановцами.

## Биография
Родился в уезде Ичжан провинции Хунань, выходец из семьи разорившихся шэньши. Получил философское образование в Пекинском университете.
Принимал активное участие в «Движении 4 мая», куда вступил в 1919. Организовал в университете кружок по исследованию марксизма. В 1920 вошёл в коммунистическую организацию, созданную на базе кружка. Руководителем организации стал Ли Дачжао.
В течение нескольких последующих лет участвовал в рабочем движении в Пекине, организовывал рабочие союзы, вёл образовательную работу среди рабочих. На Первом съезде трудящихся Китая в Гуанчжоу избран председателем Всекитайской федерации профсоюзов, занимал этот пост с мая 1922 по май 1925.
На 2 съезде КПК избран в состав Центрального исполнительного комитета.
В 1923 начал работать в Шанхайском университете, основанном КПК и Гоминьданом. Благодаря его влиянию в КПК вступило ряд известных впоследствии коммунистов, таких как Цай Хэсэнь, Цюй Цюбо, Ли Да.
В 1925 назначен министром в Гуанчжоуском правительстве. Участвовал в организации знаменитой Кантон-Гонконгской стачки.
После начала репрессий Гоминьдана по отношению к КПК участвовал в подготовке Наньчанского восстания.
Участник Августовского совещания ЦК КПК (1927), на котором поддержал линию вооружённого восстания, вошёл в состав Временного политбюро ЦК КПК, возглавляемого Цюй Цюбо. После совещания был направлен в Шанхай для противодействия инициированной Чан Кайши резне коммунистов. В 1928 участвовал в восстановлении партийных организаций Гуанчжоу и Гонконга.
В 1930 участвовал в вооружённой борьбе в Хунани и Западном Хубэе в качестве политкомиссара 2-го фронта Красной Армии (командиры — Хэ Лун и Чжоу Ицинь).
В 1932 тайно вернулся в Шанхай для продолжения подпольной борьбы. В мае 1933 был арестован и по приказу Чан Кайши выслан в Нанцзиньский концлагерь. Отказался от предложения занять высокий пост в структурах Гоминьдана. Расстрелян 21 сентября 1933. Перед смертью сказал: «Даже когда мои кости превратятся в пепел, я по-прежнему останусь членом КПК».